# 謝煒傑
謝煒傑（馬來語：Chia Weijie，2000年1月3日－），是馬來西亞男子羽球運動員，馬來西亞國家隊成員，同時隸屬雪蘭莪的安邦羽毛球俱樂部。

## 簡歷
謝煒傑與新搭檔刘航益一起贏得了2022年瑞典公開賽和2022年烏克蘭公開賽。他還被選為替補球員代表馬來西亞參加 2022年湯姆斯盃。

## 主要比賽成績
只列出曾進入準決賽的國際賽事成績：
| 年份   | 賽事                     | 公開賽級別 | 項目     | 拍檔   | 成績   |
| ------ | ------------------------ | ---------- | -------- | ------ | ------ |
| 2017年 | 亞洲青年羽毛球錦標賽     | 其他       | 混合團體 | －     | 季軍   |
| 2017年 | 亞洲青年羽毛球錦標賽     | 其他       | 男子雙打 | 黃智勇 | 季軍   |
| 2019年 | 印度羽毛球國際挑戰賽     | 國際挑戰賽 | 混合雙打 | 陈康乐 | 亞軍   |
| 2019年 | 馬來西亞羽毛球國際系列賽 | 國際挑戰賽 | 男子雙打 | 陈堂杰 | 準決賽 |
| 2021年 | 捷克羽毛球公開賽         | 國際系列賽 | 男子雙打 | 刘航益 | 準決賽 |
| 2021年 | 波蘭羽毛球公開賽         | 國際挑戰賽 | 男子雙打 | 郑宇骏 | 準決賽 |
| 2022年 | 瑞典羽毛球公開賽         | 國際系列賽 | 男子雙打 | 刘航益 | 亞軍   |
| 2022年 | 烏克蘭羽毛球公開賽       | 國際挑戰賽 | 男子雙打 | 刘航益 | 冠軍   |
| 2022年 | 意大利羽毛球國際賽       | 國際挑戰賽 | 男子雙打 | 刘航益 | 準決賽 |
| 2022年 | 丹麥羽毛球大師賽         | 國際挑戰賽 | 男子雙打 | 刘航益 | 準決賽 |
| 2023年 | 愛沙尼亞羽毛球國際賽     | 國際系列賽 | 男子雙打 | 劉珣   | 準決賽 |
| 2023年 | 東南亞運動會羽毛球比賽   | 其他       | 男子團體 | －     | 銀牌   |
| 2023年 | 蒙古國羽毛球國際挑戰賽   | 國際挑戰賽 | 男子雙打 | 劉珣   | 亞軍   |
| 2023年 | 馬來西亞羽毛球國際系列賽 | 國際系列賽 | 男子雙打 | 劉珣   | 亞軍   |
| 2024年 | 古瓦哈蒂羽毛球大師賽     | 超級100賽  | 男子雙打 | 雷聲豪 | 冠軍   |

| 2007-2017年 | 首要超級賽 | 超級賽 | 黃金大獎賽 | 大獎賽 | 國際挑戰賽 | 國際系列賽 | 未來系列賽 | 其他 |

| 2018-2026年 | 總決賽 | 超級1000賽 | 超級750賽 | 超級500賽 | 超級300賽 | 超級100賽 | 國際挑戰賽 | 國際系列賽 | 未來系列賽 | 其他 |